# المطبخ في مصر القديمة

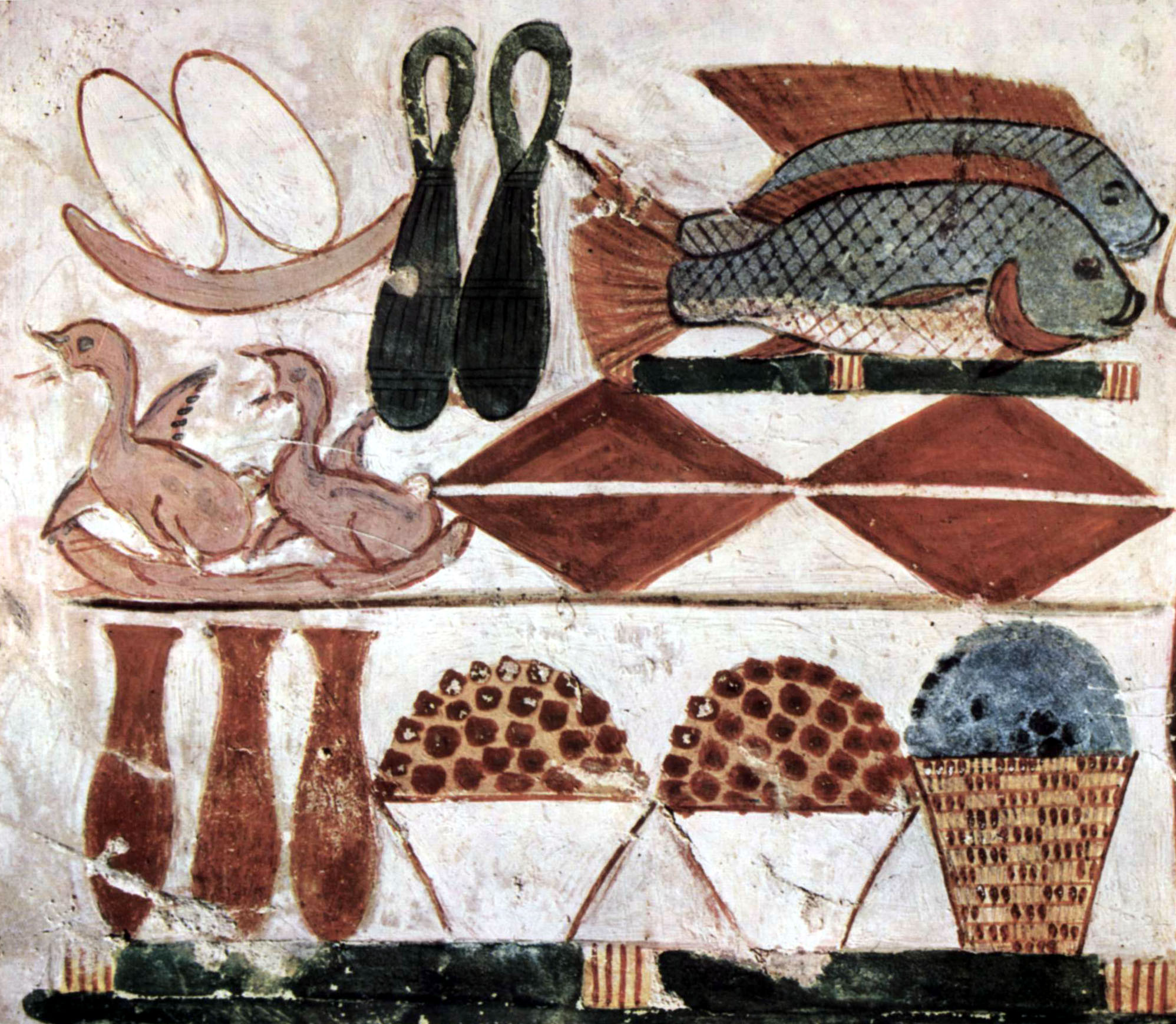
اكل مصر الفرعونيه

المطبخ الفرعوني هو الطعام الذي كان يأكله أهل مصر أيام الفراعنة وحتى اليوم. فإن فياضانات نهر النيل يجعل المناطق المحيطة به من أخصب الأراضي الزراعية عند المصريين وبالتالي يعطى محاصيل غذائية متنوعة. فبجانب الخضروات والفاكهة المتنوعة عرف قدماء المصريين واستعملوا العسل والتمر والزبيب والحبوب واللحوم والطيور والأسماك .

## اصناف الطعام الفرعوني
استعمل الفراعنة الأنواع التالية من أصناف الطعام والمشروبات:
- الخبز: أو العيش باللهجة المصرية، وأنواعه: بتاو و سميط و يوكل وخمريت وملتوت وجرجوش و كسرة وكاوايكاوي. وبعضه ما زال موجودا بالصعيد.
- اللحوم: لحوم الثيران ، والأوز والدجاج والاسماك والماعز.
- الخضروات: البصل والثوم والفجل والخس والخيار والكراث.
- الحبوب: القمح والشعير ، والعدس والسمسم.
- الفواكه: التين والجميز والنبق والعنب والرمان والبطيخ والبرقوق.
- المشتقات: استخرج الزيت من السمسم والخروع والفجل وجفف العنب والبلح والتين. ومن الحليب صنع الجبن والزبدة.
- المشروبات: البيرة والنبيذ.

## عادات أكل الفراعنة
أكل المصريون الفراعنة علي موائد صغيرة ضمت اللحوم والطيور والخضر والفاكهة. ووجباتهم اليومية كانت ثلاث وجبات. واحدة منها على الأقل تكون عائلية. وكان الخبز أو العيش أساسيا على المائدة. وكان يتحلّى بعد الأكل إما بالفواكه أو بأنواع من الحلويات مثل فطائر العسل والمربيات. واستعملوا اليانسون والكمون والقرفة والشمر والحلبة والزعتر والخردل في التتبيل.

## اطباق فرعونية
كانت الاطباق المنتشرة حتى بين الفقراء هي الخبز والجعة مع بعض ثمار البصل والثوم والعدس والكرات والفجل والخس والخيار. أم الفواكه فكانت التين والجميز والنبق والعنب والرمان وكذلك البطيخ والبرقوق. وعرفوا الحساء المطبوخ من الحمام والمربيات المصنوعة من الفواكه المغلية والمحلاة.
وعمرت موائد الأغنياء بالثيران المشوية والأوز وجرار الجعة والنبيذ وسلال الفاكهة وأنواع الخبز المضاف اليه الزبد والبيض والحلويات كما نجدها في رسوم عصر اخناتون. أما الفقراء، فاقتصرت مائدتهم على الخبز والجعة وبعض الطيور. أما الطبقة الوسطى، وهي طبقة البناة، فكان يأخذون جربا من اللحم أو الأسماك مع الخضر والفواكه والجعة.

## القرابين
اعتاد المصريون أن يقدموا الاطعمة كقاربين لالهتهم ودفنها مع موتاهم. ومن أشهر قرابينهم: الخبز الناعم والفطائر على هيئة البقر والجعة والفاكهة والشهد والبلح والخبز أبيض المستطيل والشحم والبلح المجفف والزبيب واللبن والزيت والفول المقشر والزبدة والماعز والأوز والعجول. كما وجدت في قبور الفراعنة أطعمة كثيرة اعتقد أن الميت يحتاجها في مماته ومنها: قطع اللحم البقري والحبوب والخبز وعصيدة سفير وسمك مطهي وحساء حمام وسمان مطهي وكلاوي مطهية وضلوع بقر وفاكهة مسلوقة ونبق كان طازجا وفطائر عسل وجبن وإناء من الخمر.